# Edi Ziegler
Edi Ziegler (Schweinfurt, 25 febbraio 1930 – Monaco di Baviera, 20 marzo 2020) è stato un ciclista su strada tedesco.

## Palmarès

### Olimpiadi
- Bronzo a Helsinki 1952 nella corsa in linea.